# 石門心学

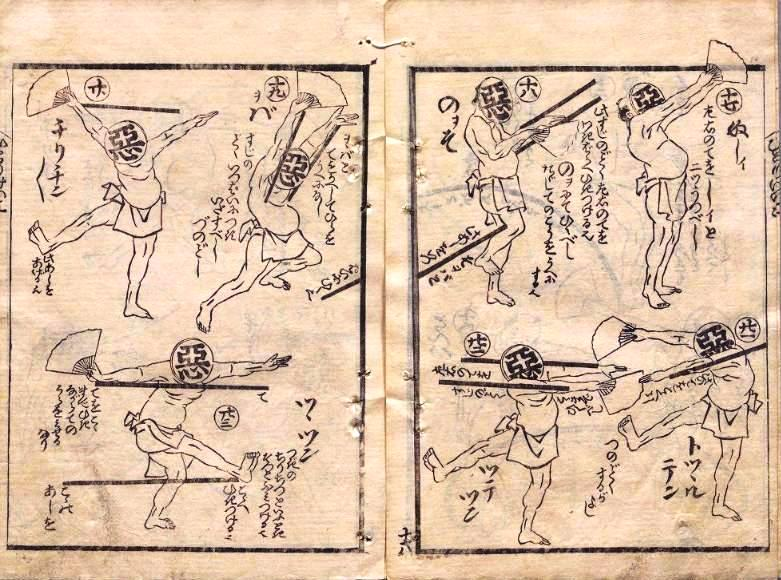
心学が教えた善玉悪玉の考えが広まり、踊りにも取り入れられた。葛飾北齋『踊獨稽古』に描かれた悪玉おどり。 (雙鶴堂鶴屋金助, 文化12年(1815年))

石門心学（せきもんしんがく）は、日本の江戸時代中期の思想家・石田梅岩（1685年 - 1744年）を開祖とする倫理学の一派で、平民のための平易で実践的な道徳教のことである。単に、心学ともいう。様々な宗教・思想の真理を材料にして、身近な例を使ってわかりやすく忠孝信義を説いた。当初は都市部を中心に広まり、江戸時代後期にかけて農村部や武士を含めて全国的に普及した。明治期に衰退したが、現代でも企業道徳の一環として学ばれている。

## 概要
石田梅岩門下の手島堵庵が大成したことから当初「手島学」と呼ばれていたが、松平定信が手島の弟子・中沢道二の道話を「心の学び」と言ったことから「心学」と呼ばれるようになった。しかし、陽明学でも「心学」という用語を使うことから、混同を避けるために「石門心学」と呼ばれたが、いつしか略されて「心学」が一般的呼称になった。
梅岩の思想の要諦は、「心を尽くして性を知る」、すなわち人間を真の人間たらしめる「性」を「あるがまま」の姿において把握し、「あるべきよう」の行動規範を求めようとする点にある。この点において、武士も庶民も異なるところはなく、士農工商の身分は人間価値による差別ではなく、職分や職域の相違に過ぎないとする。

## 普及
心学普及の歴史は以下の五期に区分できる。
創始時代（1729年（享保14年）～1763年（宝暦13年））
石田梅岩が自宅を講義場として活躍し、心学思想の原典とも言うべき『都鄙問答』などを刊行した。また、斉藤全門・杉浦止斉・富岡以直・慈音尼兼葭・手島堵庵らを養成し、後の心学隆興の基礎を固めた。
興隆時代前期（1764年（明和元年）～1786年（天明6年））
手島堵庵の活動が中心となり、心学舎（心講舎）の設立普及を図った。町民だけでなく、農民・職人・武家に布教の道を開き、女性や子供向けの教化方法や教訓書が生まれた。
興隆時代後期（1787年（天明7年）～1803年（享和3年））
京都では手島和庵・上河淇水が明倫舎の舎主となり、江戸では中沢道二が参前舎を興し、活動範囲を広げた。幕府や諸藩が領民教化政策を進めた時期に重なったため、大名や旗本など上流階級に支持が広がり、心学教化運動の黄金時代となった。 
強勢分裂時代（1804年（文化元年）～1829年（文政12年））
朱子学に基づいた心学を求めた淇水と、神道に基づいた心学を求めた大島有隣の間で対立が深まった。
衰退時代（1830年（天保元年）～1867年（慶應3年））
二宮尊徳の報徳教・大原幽学の性理教といった経済活動の改革構想を伴う社会教化運動、富士講・黒住教・金光教・天理教などの活発な動きに押されて、心学は衰退する。京都の柴田鳩翁の活動や広島心学の勃興も心学復権には及ばなかった。
現在
講舎の流れを汲む心学明誠舎が明治以降も大阪市を中心に活動しているほか、現代企業の経営者との共通点を見出したり、企業の社会的責任（CSR）といった現代のビジネス倫理の先駆と捉えた解説・研究書が刊行されている。

## 主な心学者
- 石田梅岩（いしだばいがん）
- 斎藤全門 - 梅岩の弟子
- 手島堵庵（てじまとあん）
- 布施松翁（ふせしょうおう) - 手島の弟子
- 中沢道二（なかざわどうに） - 手島の弟子
- 中村習輔（なかむらしゅうすけ） - 手島の弟子
- 上河淇水（うえかわきすい）
- 柴田鳩翁（しばたきゅうおう） - 中沢の孫弟子

## 主な心学講舎

### 京都
- 五楽舎
- 修正舎
- 時習舎
- 明倫舎
- 恭敬舎

### 大坂
- 明誠舎

### 江戸
- 参前舎

### 兵庫
- 中立舎